# Saroba niphomacula
Saroba niphomacula är en fjärilsart som beskrevs av Oswald Beltram Lower 1903. Saroba niphomacula ingår i släktet Saroba och familjen nattflyn. Inga underarter finns listade.